# Diary of a Wimpy Kid: The Third Wheel
Diary of a Wimpy Kid: The Third Wheel (em Portugal: O Diário de um Banana: O Emplastro e no Brasil: Diário de um Banana: Segurando Vela) é o sétimo livro da série Diary of a Wimpy Kid, escrito pelo autor estadunidense Jeff Kinney. Foi anunciado pela primeira vez em 21 de março de 2012, porém o título e capa do livro foram anunciados em 31 de maio de 2012. Foi lançado no dia 13 de novembro de 2012 nos Estados Unidos.

## Sinopse
O Dia dos Namorados está chegando e Greg Heffley continua sozinho. Mas um baile organizado pela escola pode mudar tudo. Ele precisa encontrar uma garota urgentemente. Para isso, conta com a ajuda de outro "solteirão", Rowley Jefferson, seu melhor amigo.
A ideia de Greg é usar Rowley como isca para atrair as meninas, uma espécie de coadjuvante de luxo que auxilia o ator principal a brilhar. Será que esse plano vai dar certo? Ou será que a flecha do cupido vai tomar um rumo inesperado?